# Coachsmiths
Coachsmiths war ein US-amerikanischer Hersteller von Automobilen.

## Unternehmensgeschichte
Das Unternehmen hatte seinen Sitz am Blackstone Circle in North Little Rock im Pulaski County im Staat Arkansas. Eine andere Quelle gibt dagegen Mabelvale in Arizona an, allerdings liegt die bekannteste Stadt Mabelvale im Pulaski County in Arkansas. Das Unternehmen stellte von 1985 bis 1990 Automobile und Kit Cars her. Der Markenname lautete Coachsmiths.

## Fahrzeuge
Ein Modell war das Blackstone Town Coupé. Eine Quelle meint, Blackstone sei auch der Markenname gewesen. Es war ein Fahrzeug im Stil der 1930er Jahre. Die Basis bildete ein Fahrgestell, das wahlweise vom Chevrolet Monza oder vom Pontiac Sunbird kam, und dessen Radstand auf 3477 mm verlängert wurde. Die Radaufhängungen kamen vom Chevrolet Malibu. Auffallend waren der verchromte Kühlergrill, eine lange Motorhaube und lang auslaufende vordere Kotflügel, die verkleidete Reserveräder aufnahmen.
Der Icon war eine Abwandlung des Pontiac Firebird, der dem Ferrari Testarossa ähnelte.